# Nemanja Glavčić
Nemanja Glavčić (in serbo Немања Главчић?; Kraljevo, 19 febbraio 1997) è un calciatore serbo, centrocampista dell'AEL Limassol.

## Carriera

### Club
Cresciuto nel settore giovanile del Partizan, ha debuttato in prima squadra il 1º agosto 2015 disputando l'incontro di Superliga perso 3-2 contro il Novi Pazar.

### Nazionale
Ha giocato nelle nazionali giovanili serbe Under-17 ed Under-19.

## Statistiche
Statistiche aggiornate al 12 marzo 2020.

### Presenze e reti nei club
| Stagione                | Squadra                 | Campionato              | Campionato | Campionato | Coppe nazionali | Coppe nazionali | Coppe nazionali | Coppe continentali | Coppe continentali | Coppe continentali | Altre coppe | Altre coppe | Altre coppe | Totale | Totale | Totale |
| Stagione                | Squadra                 | Comp                    | Pres       | Reti       | Comp            | Pres            | Reti            | Comp               | Pres               | Reti               | Comp        | Pres        | Reti        | Pres   | Reti   |        |
| ----------------------- | ----------------------- | ----------------------- | ---------- | ---------- | --------------- | --------------- | --------------- | ------------------ | ------------------ | ------------------ | ----------- | ----------- | ----------- | ------ | ------ | ------ |
| 2015-2016               | Partizan                | SL                      | 2          | 0          | CS              | 1               | 0               | UCL+UEL            | 0                  | 0                  |             | -           | -           | 3      | 0      |        |
| 2016-2017               | Spartak Subotica        | SL                      | 31         | 0          | CS              | 2               | 0               |                    | -                  | -                  |             | -           | -           | 33     | 0      |        |
| 2017-2018               | Spartak Subotica        | SL                      | 30         | 1          | CS              | 2               | 1               |                    | -                  | -                  |             | -           | -           | 32     | 2      |        |
| 2018-2019               | Spartak Subotica        | SL                      | 31         | 1          | CS              | 3               | 0               | UEL                | 6                  | 0                  |             | -           | -           | 40     | 1      |        |
| Totale Spartak Subotica | Totale Spartak Subotica | Totale Spartak Subotica | 92         | 2          |                 | 7               | 1               |                    | 6                  | 0                  |             | -           | -           | 105    | 3      |        |
| 2019-2020               | Slaven Belupo           | 1.HNL                   | 25         | 0          | CC              | 3               | 1               |                    | -                  | -                  |             | -           | -           | 28     | 1      |        |
| Totale carriera         | Totale carriera         | Totale carriera         | 119        | 2          |                 | 11              | 2               |                    | 6                  | 0                  |             | -           | -           | 136    | 4      |        |